# Gloriosa (Erfurt)

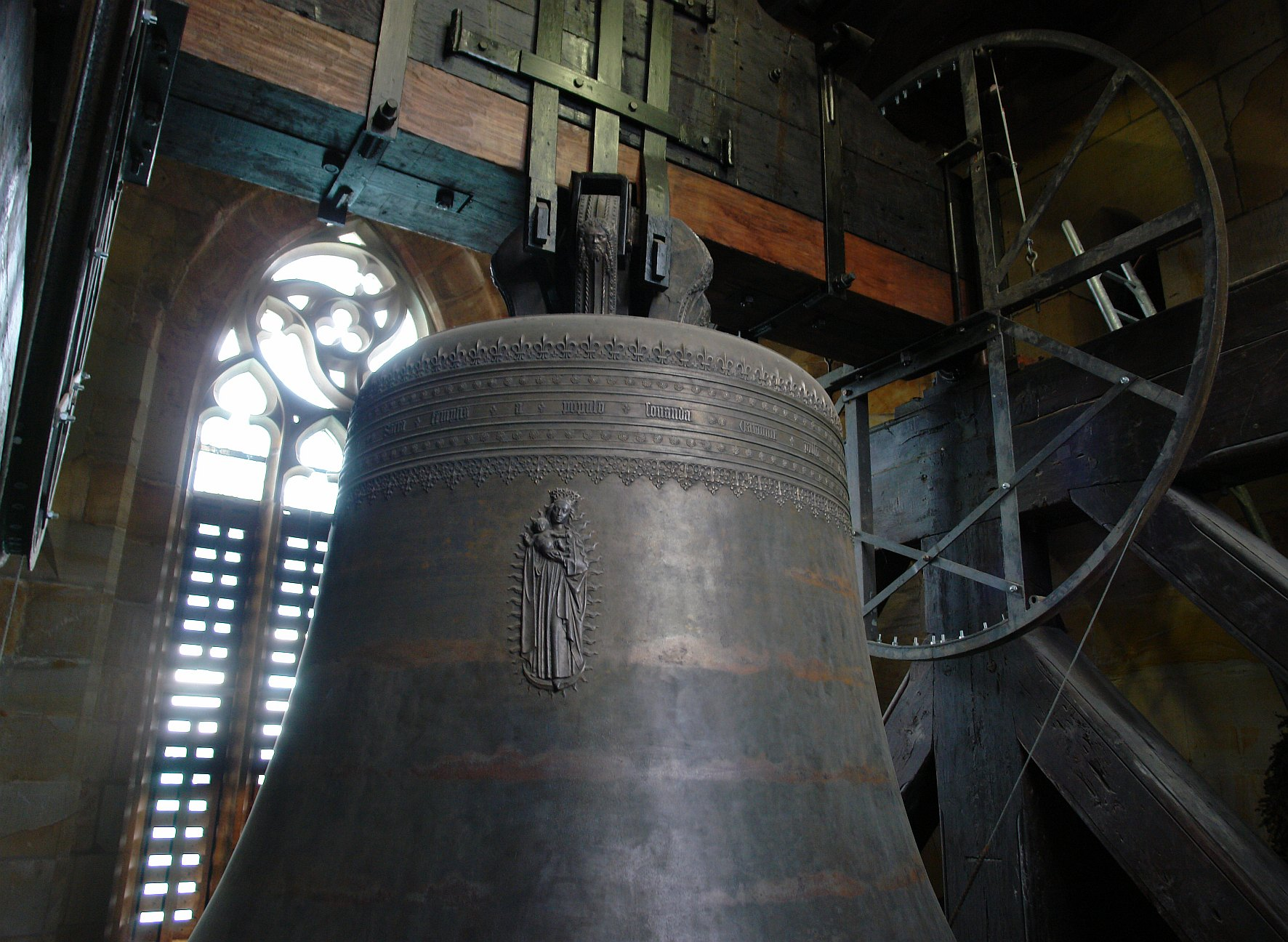
Na zvonu je vyobrazená „Madonna ověnčená paprsky“.

Gloriosa je zvon umístěný v prostřední věži erfurtské katedrály Panny Marie. Byl odlit v noci ze 7. na 8. července 1497 Gerhardem van Wou, zvon váží 11,45 tuny, je vysoký 2,62 m a má průměr 2,56 m. S těmito mírami je největším volně zavěšeným středověkým zvonem na světě. Mimoto je řazen k nejkrásněji znějícím zvonům světa. Příležitostně je zvána královnou všech zvonů (omnium campanarum regina). Za příkazem k jeho stavbě stál z velké části biskup Johannes Bonemilch, který poskytl zvonařskému mistru ubytovaní ve vlastním domě a na vlastní náklady.
Přestože byl zvon odlit již roku 1497, byl na věž vyzvednut až v roce 1499 a poprvé zazněl 19. května 1499. Gloriosa posloužila jako předloha pro celou řadu velkých zvonů, mezi které patří například frankfurtská Gloriosa, velký Křížový zvon na Kreuzkirche v Drážďanech a zvon svatého Petra v katedrále sv. Petra v Kolíně nad Rýnem.

## Nápis na zvonu
„Laude patronos cano gloriosa Fulgus arcens et demones malignos Sacra templis a populo sonanda Carmine pulso Gerhardus wou de Campis me fecit. Anno Dni [Domini] M. CCCC.XCV II“
„Opěvuji slavnou chválou pány místodržící, odvracím blesky a zlé duchy, zním ke mši svaté, která je v chrámu za zpěvu lidu slavena. odlil mne Gerhardus Wou z Kampen. Léta Páně 1497.“

## Opravy
Koncem roku 1984 Gloriosa při odzvánění začátku Vánoc praskla a roku 1985 byla přímo ve věži svařena Hansem Lachenmeyerem a jeho synem. Svářená trhlina byla 70 cm dlouhá a 19 cm široká. Při tomto sváření musely být z věže odstraněny veškeré dřevěné části a uvnitř věže byla instalována mobilní pec.
Pověřený expert na zvony Dipl.-Ing. Kurt Kramer po svařování prohlásil: „Gloriosa nezískala svůj zdánlivě ztracený hlas jen zpět, zní mnohonásobně krásněji, než jak ji jakýkoliv současník kdy slyšel.“ Doba vyzvánění, u zvonů důležitý parametr, která před svařováním trvala tři a půl minuty, byla prodloužena na pět minut.
Tato oprava nebyla ale poslední. V průběhu renovací erfurtské katedrály musel být zvon kvůli 40 cm dlouhé vlasové trhlině demontován a opraven ve specializované dílně patřící rodině Lachenmeyer v Nördlingen. Cena opravy se vyšplhala na 170.000 Eur. Bylo to poprvé za 500 let co zvon opustil věž. V říjnu roku 2004 byla Gloriosa opětovně vyzvednuta do zvonice erfurtské katedrály. Poprvé po opravě zazněl zvon 8. prosince 2004. Nyní je délka jeho vyzvánění přes 6 minut (370 sekund).
V březnu 2006 dostala Gloriosa nové, 366 kg vážící, srdce.

## Rozvrh vyzvánění
Gloriosa se rozeznívá jen při výjimečných příležitostech a důležitých církevních svátcích.
| Datum/Den           | Hodina    | Událost                              |
| ------------------- | --------- | ------------------------------------ |
| 1. leden            | 0.00      | začátek nového roku                  |
| Úterý Svatého týdne | cca 13.30 | Svěcení olejů                        |
| Velikonoční neděle  |           | Zmrtvýchvstání Páně                  |
| Letnice             |           | Seslání ducha svatého                |
| 15. srpen           |           | Svátek Nanebevzetí Panny Marie       |
| září                | cca 15.15 | Biskupská pouť                       |
| 11. listopadu       | cca 18.00 | Předvečer svátku sv. Martina z Tours |
| 25. prosinec        | 10.45     | Narození Páně                        |

Gloriosa zněla mimo vytyčené dny 3. října 2010 u příležitosti 20. výročí Znovusjednocení Německa, 24. srpna 2011 u příležitosti návštěvy papeže Benedikta XVI. a 26. května 2012 k uctění památky obětí masakru na Gutenbergově gymnáziu při 10. výročí tohoto neštěstí.
V Erfurtu je známo pořekadlo: „Když Gloriosa mluví, mají všechny ostatní zvony mlčet.“ Ve skutečnosti to je tak, že při všech příležitostech začne Gloriosa vyzvánět jako první a všechny ostatní zvony začnou až se zpožděním.